# Schlechtsart
Schlechtsart ist eine Gemeinde des Heldburger Landes mit etwa 140 Einwohnern im Landkreis Hildburghausen im fränkisch geprägten Süden des Freistaats Thüringen. Sie gehört der Verwaltungsgemeinschaft Heldburger Unterland an. Der Verwaltungssitz ist in der Stadt Heldburg.

## Geografie

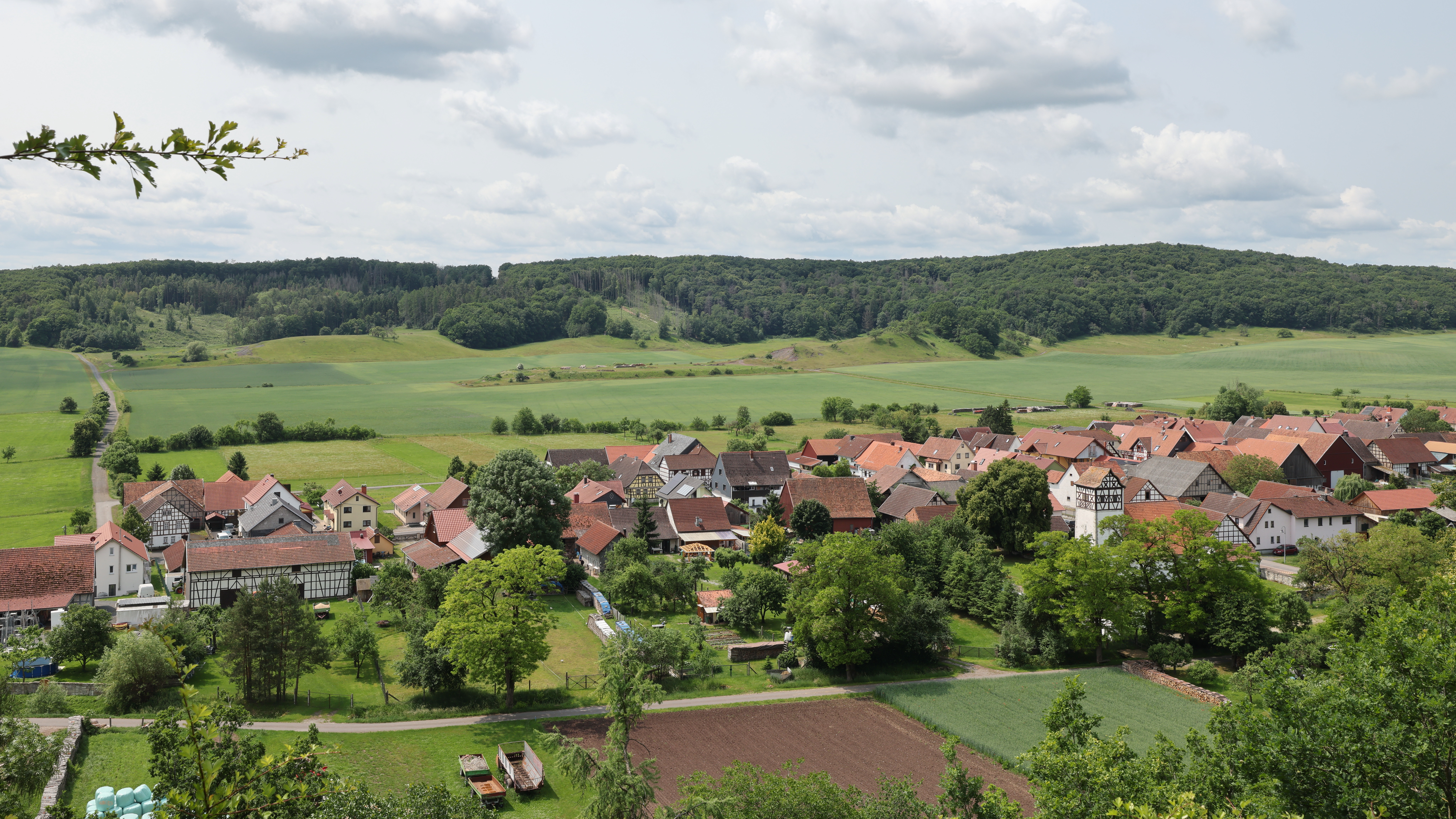
Schlechtsart

Das Dorf befindet sich an der bayerisch-thüringischen Landesgrenze, gegenüber liegt der unterfränkische Ort Trappstadt. Die Berge Spanshügel, Brummharz, Bernhardshügel, Lindig, Kornberg und Stierhügel sind die höchsten Erhebungen in Ortsnähe. Durch die Ortslage fließt der Bach Westhauser Kreck, ein Quellbach der Kreck.

## Geschichte
Der Ort wurde erstmals 1260 urkundlich erwähnt.
An der Landesgrenze bei Trappstadt belegen die dortige Altenburg und eine auf thüringischer Seite befindliche Landwehr mit Wartberg bei Gompertshausen die seit Jahrhunderten andauernde Grenzlage der Orte. Diese führte jedoch erst nach dem Zweiten Weltkrieg zu einer völligen Isolation von Schlechtsart. Nach Jahrzehnten der Abgeschiedenheit wurde das Dorf 1989 mit der Grenzöffnung wieder erreichbar.

## Politik
Der Gemeinderat in Schlechtsart besteht aus sechs Ratsmitgliedern, die bei der Kommunalwahl am 26. Mai 2024 in einer Mehrheitswahl gewählt wurden und alle der Freien Wählergemeinschaft angehören.

## Kultur und Sehenswürdigkeiten

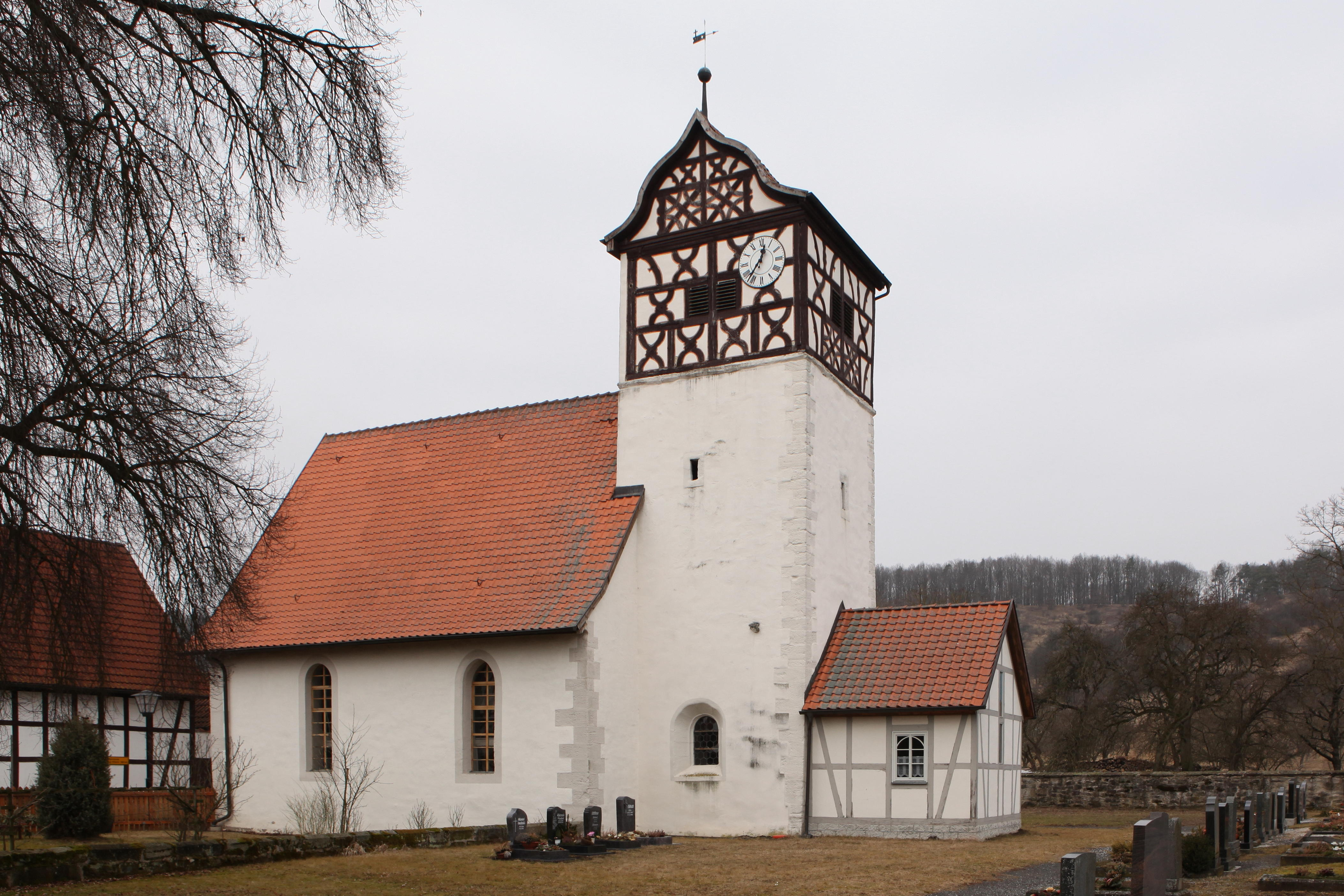
Evangelische Kirche

- Die in den Anfängen spätromanische Kirche wird im Ort Langhaus genannt. Ungewöhnlich ist das Aussehen des Kirchturmes: auf den weiß verputzten Fachwerkaufsatz wurde von dem Baumeister ein querliegendes Satteldach gesetzt.
- Auf dem Krautberg befinden sich ein Gedenkkreuz für die in der Völkerschlacht bei Leipzig gefallenen Dorfbewohner und ein weiterer Gedenkstein für die Gefallenen und Vermissten Einwohner des Ersten Weltkrieges.
- Im Ort werden das traditionelle Backhausfest und das Krautbergfest begangen.
- Wanderweg „Grenzgänger“ zu Geschichte und Ökologie der ehemaligen innerdeutschen Grenze.
- Das Naturschutzgebiet Schlechtsarter Schweiz befindet sich südlich der Ortslage.[2]